# Чимтарга
Чимтарга — высочайшая вершина юго-западной части горной системы Памиро-Алай, имеющей название Фанские горы. Её высота составляет 5487 м над уровнем моря, что лишь немного уступает высоте вершины Эльбрус. На вершину Чимтарга проходят альпинистские маршруты от 2Б до 6А категории сложности. Маршруты восхождений начинаются либо с Мутных озер либо из долины реки Правый Зиндон.
Восхождения:
- 1935 г. Мухин В. Ф., Гусев А. С.
- 1959 г. Левин А. Г., Найман Э., Петров Г. Б., Черепанова К. П. (Караганда)